# Liste des abbés de Sainte-Croix de Quimperlé
Liste des abbés de l'Abbaye Sainte-Croix de Quimperlé

## Abbés de Sainte-Croix

### Abbés réguliers
- Saint Gurloës premier abbé (1029-1057)
- Jean (1054-1056) mort en 1081
- Vital (1056-1059)
- Saint Jungomarc'h (1059-1066) mort en 1088
- Benoît de Cornouaille (1066-1114), également évêque de Nantes mort en 1115
- Gurhuand (1114-1130)
- Hemeric (?-1131)
- Adonias (1130-1143)
- Rouaud (1147-?)
- Donguallon (1160-1163)
- Riwallon Ier (1163-1186)
- Even Ier (1186-1209) mort en 1210
- Savaric (1209-1211)
- Daniel Ier (1212-1237)
- Riwallon II (1217-1239)
- Urbain (1239-1247)
- Even II (1247-1262)
- Daniel II (1262-1269)
- Daniel III (1269-1278)
- Cadioc (1278-1295)
- Alain de Kaerudienne (1295-1324)
- Rouand (1324-?)
- Péan de Malestroit (?-?)
- Yves de Quillioch (?-1381)
- Robert Pépin (1381-?)
- Henri de Lespervez (?-1453)
- Guillaume de Ville Blanche (1453-1483)
- Sébastien du Pou (1483-1499)
- Pierre de Kerguz (1500-1520), originaire de Trégourez
- Daniel IV de Saint-Alouarn (1520-1553)

### Abbés commendataires
- Odet de Châtillon (1553-1566), archevêque de Toulouse puis évêque de Beauvais, passé au protestantisme en 1561, il était commendataire de 16 abbayes et prieurés !
- Louis de Vallory (1567-1573), aumônier ordinaire de Charles IX et pronotaire apostolique du Saint-Siège.
- Pierre de Gondi (1573-1588), évêque de Langres (1566-1568) puis de Paris, également abbé commendataire des abbayes Saint-Aubin d'Angers, La Chaume et Buzay
  - Pierre de Labesse (1574-1579) homme de paille de Pierre de Gondi
  - Silvius de Pierrevive (1580-) homme de paille de Pierre de Gondi
- Henri de Gondi (1588-1622), neveu de Pierre de Gondi
- Jean-François Paul de Gondi (1622-1667), dit 'Cardinal de Retz', neveu du précédent
- Guillaume Charrier (1667-1668)
- Guillaume (II) Charrier (1668-1717) neveu du précédent
- Christophe-Louis Turpin de Crissé de Sanzay (1717-1746), également évêque de Rennes de 1711 à 1723, puis de Nantes de 1723 à 1746
- René François Gouyon de Vaurouault (1746-1758)
- François Berthelot (1758-1785)
- Guillaume D'Avaux (1785-1790)

## Sources
- Anne Brillet, Les Abbayes Bretonnes (ouvrage collectif publié par la Biennale des Abbayes Bretonnes), Paris, B.A.B & Fayard, 1983, 543 p. (ISBN 9782213013138), p. 195-205  Sainte-Croix de Quimperlé
- (la) Jean-Barthélemy Hauréau, Gallia Christiana, vol. XIV Provincia Turonensi, Paris, Firmin-Didot, 1856, p. 900-905 Ecclesia Corisopitensis, S.Crux Kemperlegiensis Series Abbatum